# UML
Унифицираният език за моделиране (на английски: Unified Modeling Language, UML) e графичен език за визуализиране, специфициране, конструиране и документиране на елементите на една софтуерна система.

## История
Стандартът е обединение на основните съществуващи към началото на 90-те години на миналия век стандарти. Това са OMT на Джеймс Ръмбаух, Бууч метода на Грейди Бууч и OOSE на Айвар Джакобсън. Ръмбаух, Бууч и Джакобсън се събират в Rational през 1995.
UML е развит и стандартизиран от Object Management Group (OMG) под ръководството на Ръмбаух, Бууч и Джакобсън. OMG е индустриален консорциум на водещи ИТ компании, вкл. Hewlett-Packard, IBM, Sun Microsystems, Apple Computer, American Airlines и Data General. Първата версия е обявена през 1997. Актуалната версия на езика е UML 2.2.

## Диаграми
В UML се борави с 14 вида диаграми:
- Class diagram (класова диаграма)
- Component diagram (компонентна диаграма)
- Composite structure diagram (диаграма на съставна структура)
- Deployment diagram (диаграма на разгръщане)
- Object diagram (обектна диаграма)
- Package diagram (диаграма на пакетите)
- Activity diagram (диаграма на дейност)
- State Machine diagram (диаграма на машина на състоянията)
- Use case diagram (диаграма на типичните случаи на употреба)
- Communication diagram (комуникационна диаграма)
- Interaction overview diagram (UML 2.0) (диаграма за преглед на взаимодействие)
- Sequence diagram (диаграма на последователност)
- UML Timing Diagram (UML 2.0) (времева диаграма)
- UML Profile Diagram

## UML инструменти
Има много програми, които в една или друга степен поддържат UML стандарта.
- IBM Rational Rose
- Borland Together
- MagicDraw
- Altova UModel
- Enterprise Architect
- Software Ideas Modeler
- Visual Paradigm for UML Архив на оригинала от 2007-11-24 в Wayback Machine.
- ArgoUML
- Poseidon for UML Архив на оригинала от 2007-12-16 в Wayback Machine.
- BOUML
- GenMyModel